# André Raymond
André Augustine Amos Raymond (Chaguanas, 9 novembre 2000) è un calciatore trinidadiano, difensore dell'Ilves e della nazionale trinidadiana.

## Biografia
È un terzino sinistro.

## Carriera

### Club
Ha iniziato la carriera calcistica in Portogallo dove fra il 2019 ed il 2024 ha giocato nel Campeonato de Portugal (quarta divisione) con le maglie di Länk Vilaverdense, Castro Daire, Dumiense/CJP II e Vilar de Perdizes.
Il 10 luglio 2024 è stato acqusitato dal St. Johnstone e dieci giorni dopo ha debuttato nell'incontro di Scottish League Cup vinto 2-0 contro il Greenock Morton.
Nel 2025 si è trasferito all'Ilves, club della prima divisione finlandese.

### Nazionale
Ha debuttato con la nazionale trinidadiana l'11 marzo 2023 nell'incontro amichevole vinto 1-0 contro la Giamaica.
Nel 2025 ha partecipato alla CONCACAF Gold Cup.

## Statistiche

### Presenze e reti nei club
Statistiche aggiornate al 8 febbraio 2025.
| Stagione        | Squadra           | Campionato      | Campionato | Campionato | Coppe nazionali | Coppe nazionali | Coppe nazionali | Coppe continentali | Coppe continentali | Coppe continentali | Altre coppe | Altre coppe | Altre coppe | Totale | Totale | Totale |
| Stagione        | Squadra           | Comp            | Pres       | Reti       | Comp            | Pres            | Reti            | Comp               | Pres               | Reti               | Comp        | Pres        | Reti        | Pres   | Reti   |        |
| --------------- | ----------------- | --------------- | ---------- | ---------- | --------------- | --------------- | --------------- | ------------------ | ------------------ | ------------------ | ----------- | ----------- | ----------- | ------ | ------ | ------ |
| 2020-2021       | Länk Vilaverdense | CdP             | 9          | 0          | CP              | 0               | 0               | -                  | -                  | -                  | -           | -           | -           | 9      | 0      |        |
| 2021-2022       | Castro Daire      | CdP             | 20         | 0          | CP              | 1               | 0               | -                  | -                  | -                  | -           | -           | -           | 21     | 0      |        |
| 2022-2023       | Dumiense/CJP II   | CdP             | 16         | 0          | CP              | 2               | 0               | -                  | -                  | -                  | -           | -           | -           | 18     | 0      |        |
| 2023-2024       | Vilar de Perdizes | CdP             | 18         | 0          | CP              | 1               | 0               | -                  | -                  | -                  | -           | -           | -           | 19     | 0      |        |
| 2024-2025       | St. Johnstone     | SP              | 17         | 0          | CS+CdL          | 0+4             | 0               | -                  | -                  | -                  | -           | -           | -           | 21     | 0      |        |
| Totale carriera | Totale carriera   | Totale carriera | 80         | 0          |                 | 8               | 0               |                    | -                  | -                  |             | -           | -           | 88     | 0      |        |

### Cronologia presenze e reti in nazionale
| Cronologia completa delle presenze e delle reti in nazionale ― Trinidad e Tobago | Cronologia completa delle presenze e delle reti in nazionale ― Trinidad e Tobago | Cronologia completa delle presenze e delle reti in nazionale ― Trinidad e Tobago | Cronologia completa delle presenze e delle reti in nazionale ― Trinidad e Tobago | Cronologia completa delle presenze e delle reti in nazionale ― Trinidad e Tobago | Cronologia completa delle presenze e delle reti in nazionale ― Trinidad e Tobago | Cronologia completa delle presenze e delle reti in nazionale ― Trinidad e Tobago | Cronologia completa delle presenze e delle reti in nazionale ― Trinidad e Tobago |
| Data                                                                             | Città                                                                            | In casa                                                                          | Risultato                                                                        | Ospiti                                                                           | Competizione                                                                     | Reti                                                                             | Note                                                                             |
| -------------------------------------------------------------------------------- | -------------------------------------------------------------------------------- | -------------------------------------------------------------------------------- | -------------------------------------------------------------------------------- | -------------------------------------------------------------------------------- | -------------------------------------------------------------------------------- | -------------------------------------------------------------------------------- | -------------------------------------------------------------------------------- |
| 11-3-2023                                                                        | Montego Bay                                                                      | Giamaica                                                                         | 0 – 1                                                                            | Trinidad e Tobago                                                                | Amichevole                                                                       | -                                                                                | 52’                                                                              |
| 7-9-2023                                                                         | Port of Spain                                                                    | Trinidad e Tobago                                                                | 1 – 0                                                                            | Curaçao                                                                          | CONCACAF Nations League 2023-2024 - 1º turno                                     | -                                                                                | 69’                                                                              |
| 10-9-2023                                                                        | San Salvador                                                                     | El Salvador                                                                      | 2 – 3                                                                            | Trinidad e Tobago                                                                | CONCACAF Nations League 2023-2024 - 1º turno                                     | -                                                                                | 94’                                                                              |
| 17-10-2023                                                                       | Willemstad                                                                       | Curaçao                                                                          | 5 – 3                                                                            | Trinidad e Tobago                                                                | CONCACAF Nations League 2023-2024 - 1º turno                                     | -                                                                                | 46’ 88’                                                                          |
| 16-11-2023                                                                       | Austin                                                                           | Stati Uniti                                                                      | 3 – 0                                                                            | Trinidad e Tobago                                                                | CONCACAF Nations League 2023-2024 - Quarti di finale                             | -                                                                                |                                                                                  |
| 20-11-2023                                                                       | Port of Spain                                                                    | Trinidad e Tobago                                                                | 2 – 1                                                                            | Stati Uniti                                                                      | CONCACAF Nations League 2023-2024 - Quarti di finale                             | -                                                                                | 92’                                                                              |
| 23-3-2024                                                                        | Frisco                                                                           | Canada                                                                           | 2 – 0                                                                            | Trinidad e Tobago                                                                | CONCACAF Nations League 2023-2024 - play-off                                     | -                                                                                |                                                                                  |
| 15-5-2024                                                                        | Port of Spain                                                                    | Trinidad e Tobago                                                                | 2 – 0                                                                            | Guyana                                                                           | Amichevole                                                                       | -                                                                                |                                                                                  |
| 5-6-2024                                                                         | Port of Spain                                                                    | Trinidad e Tobago                                                                | 2 – 2                                                                            | Grenada                                                                          | Qual. Mondiali 2026                                                              | -                                                                                | 76’                                                                              |
| 6-9-2024                                                                         | Tegucigalpa                                                                      | Honduras                                                                         | 4 – 0                                                                            | Trinidad e Tobago                                                                | CONCACAF Nations League 2024-2025 - 1º turno                                     | -                                                                                | 59’                                                                              |
| 21-3-2025                                                                        | Santiago di Cuba                                                                 | Cuba                                                                             | 1 – 2                                                                            | Trinidad e Tobago                                                                | Qual. Gold Cup 2025                                                              | -                                                                                | 46’                                                                              |
| 27-5-2025                                                                        | Londra                                                                           | Giamaica                                                                         | 3 – 2                                                                            | Trinidad e Tobago                                                                | Amichevole                                                                       | -                                                                                |                                                                                  |
| 31-5-2025                                                                        | Brentford                                                                        | Trinidad e Tobago                                                                | 0 – 4                                                                            | Ghana                                                                            | Amichevole                                                                       | -                                                                                | 46’ 78’                                                                          |
| 6-6-2025                                                                         | Port of Spain                                                                    | Trinidad e Tobago                                                                | 6 – 2                                                                            | Saint Kitts e Nevis                                                              | Qual. Mondiali 2026                                                              | -                                                                                | 46’                                                                              |
| 15-6-2025                                                                        | San Jose                                                                         | Stati Uniti                                                                      | 5 – 0                                                                            | Trinidad e Tobago                                                                | Gold Cup 2025 - 1º turno                                                         | -                                                                                | 46’                                                                              |
| 19-6-2025                                                                        | Houston                                                                          | Trinidad e Tobago                                                                | 1 – 1                                                                            | Haiti                                                                            | Gold Cup 2025 - 1° turno                                                         | -                                                                                |                                                                                  |
| 22-6-2025                                                                        | Paradise                                                                         | Arabia Saudita                                                                   | 1 – 1                                                                            | Trinidad e Tobago                                                                | Gold Cup 2025 - 1º turno                                                         | -                                                                                |                                                                                  |
| Totale                                                                           |                                                                                  | Presenze                                                                         | 17                                                                               |                                                                                  | Reti                                                                             | 0                                                                                |                                                                                  |